# 國立新竹高級工業職業學校
國立新竹高級工業職業學校，又稱新竹高工或竹工，是八大省工之一，位於新竹市東區，臺鐵北新竹車站正對面，鄰近新竹監理站、新竹市立三民國中、新竹市立三民國小、Big City遠東巨城購物中心等。

## 校史
- 1944年4月1日，創立「新竹州立新竹工業學校」。
- 1945年10月，二次大戰結束，更名為「台灣省立新竹工業職業學校」。
- 1946年5月17日，為了抗議校長行事，全體學生罷課；[1]7月，經新竹市政府（1945~1950 首次省轄市時期）撥給原新竹郡役所為校址，即今之辦公處所。
- 1969年8月，奉令改名為「台灣省立新竹高級工業職業學校」。
- 2000年2月1日，改名為「國立新竹高級工業職業學校」。
- 2014年11月24-28日，承辦全國工科技藝競賽，提供比賽場地。
- 2025年竹工與國立臺灣科技大學合作，開設「3＋4自動化工程菁英專班」，新竹高工的專班在就讀期間可修習台科大師資先修課程、參與專題指導，寒暑假也能到台科大實習或參加營隊，並提前獲得台科大圖書證，利用資源為進入台科大鋪路。學生可免統測或學測直升台科大的自動化工程系大學部就讀（另兩所與台科大合作開設此類專班的學校為大安高工、台中高工）[2][3][4][5]。

## 歷任校長
| 屆次   | 姓名   | 任期                         | 備註                                   |
| ------ | ------ | ---------------------------- | -------------------------------------- |
| 第1屆  | 和田武 | 1944年4月1日－1945年10月     | 日治時期；新竹州立新竹工業學校首任校長 |
| 第2屆  | 鄭建元 |                              |                                        |
| 第3屆  | 金良悅 |                              |                                        |
| 第4屆  | 杜承濟 |                              |                                        |
| 第5屆  | 黃宗石 |                              |                                        |
| 第6屆  | 林清輝 |                              |                                        |
| 第7屆  | 張幹念 |                              |                                        |
| 第8屆  | 謝新達 |                              |                                        |
| 第9屆  | 高明敏 | 1973年2月（民國62年2月）起任 | 由臺灣省政府派任                       |
| 第10屆 | 李建民 |                              | 退休                                   |
| 第11屆 | 張紹焱 |                              | 調苗栗高商                             |
| 第12屆 | 胡鍊輝 |                              | 調桃園農工                             |
| 第13屆 | 廖鳳枝 |                              | 調大甲高中                             |
| 第14屆 | 黃維賢 |                              | 調草屯商工                             |
| 第15屆 | 姚清煇 |                              | 退休                                   |
| 第16屆 | 李恆霖 |                              | 退休                                   |
| 第17屆 | 陳世程 | 2022年8月－至今              | 現任校長，2022年8月由海大附中轉任      |

## 教學單位

### 日間部
- 3＋4自動化工程菁英專班
- 電機科
- 資訊科
- 化工科
- 機械科
- 板金科
- 室內空間設計科
- 製圖科
- 餐飲服務科
- 機械加工科
- 綜合高中（已停招）[6]

### 進修部（夜間部）
- 機械科
- 電機科
- 製圖科

## 校舍空間

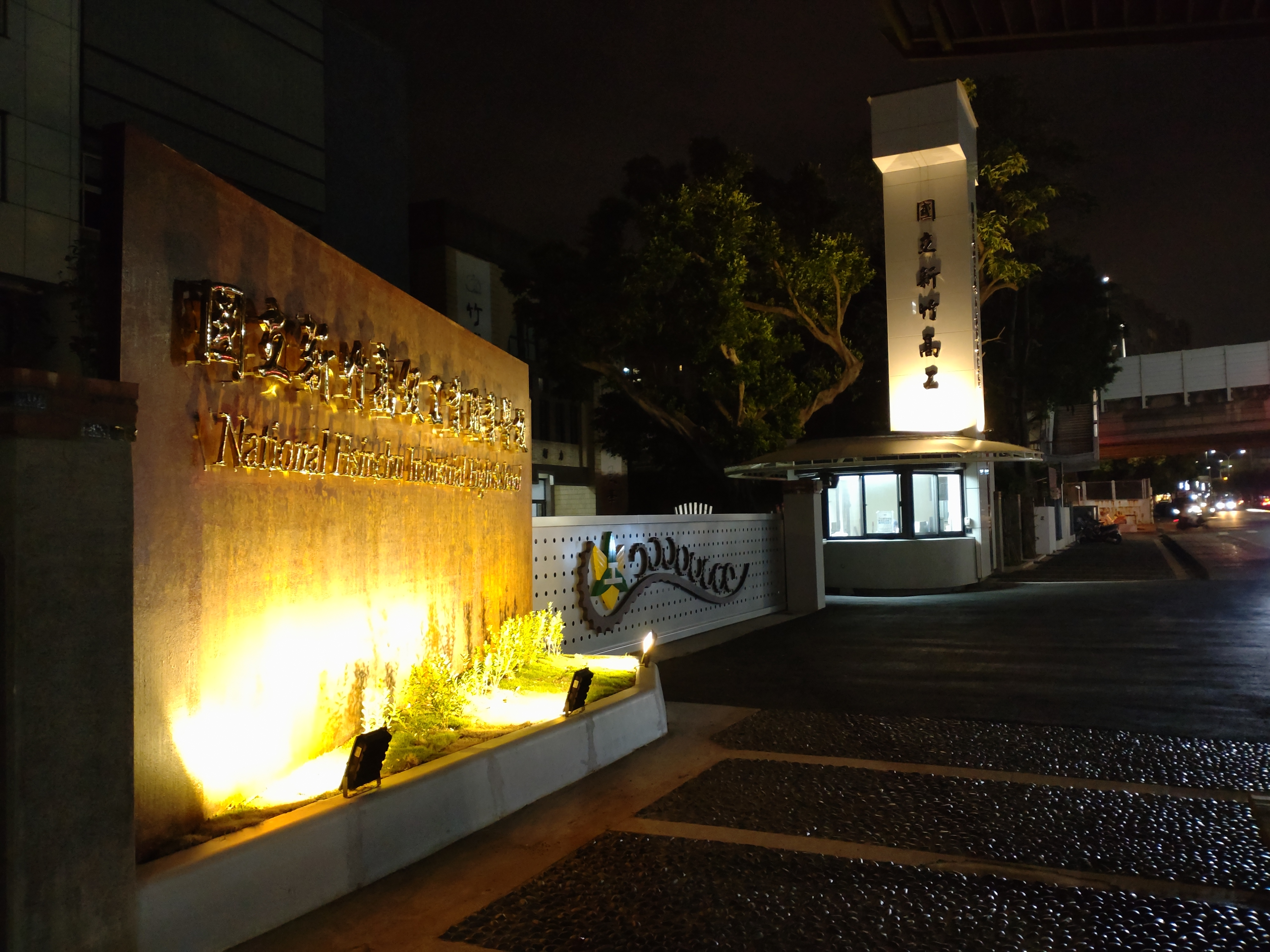
校門夜景

- 校地總面積：36,766 平方公尺
- 樓地板面積：41,258.62 平方公尺
- 校舍建築分佈

| 教學行政區 | 教學行政區 |
| ---------- | ---------- |
| 行政大樓   |            |
| 力行館     | 舊圖書館   |
| 新民樓     | 弘道樓     |
| 至善樓     | 欣學樓     |

| 實習工場區   | 實習工場區     |
| ------------ | -------------- |
| 創意教學中心 | 藝德樓         |
| 化工館       | 電機館         |
| 機械館       | 室內空間設計館 |
| 板金館       | 製圖館         |

## 學生社團
| 體育性社團     | 體育性社團     |
| -------------- | -------------- |
| 籃球社         | 排球社         |
| 桌球社         | 羽球社         |
| 棒球社         | 網球社         |
| 撞球社         | 儀隊           |
| 學藝性社團     |                |
| 竹風雅軒校刊社 | 風軒大傳社     |
| 學術性社團     |                |
| 棋藝社         | 金屬加工研究社 |
| 橋藝社         | 日研社         |
| ACGN社         | 漫畫研究社     |
| 服務性社團     |                |
| 童軍社         | 懿馨社         |
| 康輔社         | 志工社         |
| 紫錐花社       |                |
| 休閒性社團     |                |
| New Age熱舞社  | 地板社         |
| 熱門音樂社     | 吉他社         |
| 國樂社         | 管樂社         |
| 口技社         | 烏克麗麗社     |
| 魔術社         | 襲狼叉單車社   |
| 滑板社         | 卡拉OK社       |
| 創客社         |                |
| 綜合性社團     |                |
| 食尚玩家社     | 桌遊社         |

## 外部連結
- 新竹高工
- 新竹高工校友會
- 新竹高工校友會部落格（页面存档备份，存于）
- 新竹高工教師會